# Estación Goya (Corrientes)
La estación de ferrocarril de Goya se localiza en la ciudad homónima, cabecera del departamento homónimo, en la Provincia de Corrientes, República Argentina. Fue parte del trazado del antiguo Ferrocarril Nordeste Argentino (F.C.N.E.A.), más tarde integrado al Ferrocarril General Urquiza, y desempeñó un papel clave en el desarrollo económico y social de la región al facilitar el transporte de pasajeros y mercaderías hacia el puerto local sobre el río Paraná. 

## Historia

### Orígenes y construcción
La Estación de Goya forma parte del denominado Ramal Mantilla‑Goya (también conocido como ramal U‑17), perteneciente originalmente al Ferrocarril Nordeste Argentino (F.C.N.E.A.) y posteriormente integrado al Ferrocarril General Urquiza tras la nacionalización de 1948. Este ramal se diferencia de la línea troncal Monte Caseros–Corrientes en la estación Mantilla (antiguamente denominada San Diego), y se extiende hacia el noroeste en dirección al río Paraná, culminando en el Puerto de Goya.
El trazado del ramal fue habilitado al servicio el 8 de febrero de 1911, mediante decreto, incorporando un trayecto de aproximadamente 86,6 kilómetros entre San Diego (actual Mantilla) y Goya. Posteriormente, la Ley N.º 8463 del 30 de septiembre de 1911 autorizó al F.C.N.E.A. la construcción de un muelle ferroviario sobre el río Paraná en la ciudad de Goya, así como la prolongación de la vía hacia ese punto. Dicho ramal complementario entró en funcionamiento el 13 de enero de 1917.
El contexto socioeconómico del proyecto se vinculaba con el florecimiento de la actividad portuaria en Goya, un enclave de embarque consolidado desde la época colonial. El objetivo estratégico del ramal era optimizar el transporte de mercaderías, tales como cereales, cítricos, tabaco y otros productos hortícolas o ganaderos, hacia rutas de navegación fluvial.
En cuanto a la infraestructura de la estación, aunque las fuentes disponibles no detallan elementos arquitectónicos específicos, es posible suponer que el edificio original presentaba los rasgos habituales de la época y del estilo británico: estructuras de mampostería, techos a dos aguas y galería destinada a la protección de pasajeros y carga. Asimismo, el ramal contaba con diversas paradas intermedias, entre ellas el Apeadero Colonia Carolina, ubicado en el kilómetro 441 desde Monte Caseros, aproximadamente 6 km de Goya.

### Integración al Ferrocarril General Urquiza y auge
Tras la nacionalización de los ferrocarriles argentinos, dispuesta durante la primera presidencia de Juan Domingo Perón, la red del Ferrocarril Nordeste Argentino fue incorporada oficialmente al sistema ferroviario estatal en 1948, bajo la órbita del Ferrocarril General Urquiza (FCGU). Esta reorganización tuvo como objetivo optimizar la administración, operación y modernización de la infraestructura ferroviaria del litoral y el noreste argentino, garantizando su articulación con los principales puertos fluviales y el resto de la red nacional.
La estación de Goya, en este contexto, adquirió una relevancia estratégica como terminal ferroviaria y nodo logístico, consolidándose como punto de vinculación entre la producción regional—especialmente hortícola, ganadera y manufacturera—y las rutas de exportación a través del Puerto de Goya sobre el río Paraná. Durante las décadas de 1940 y 1950, la estación experimentó su período de mayor actividad, registrando un notable flujo de cargas y pasajeros provenientes de la ciudad y su zona de influencia, entre ellas Colonia Carolina, Lavalle y parajes rurales del departamento Goya.
El crecimiento del tráfico ferroviario en la región favoreció la expansión del sector hortícola y el desarrollo agroindustrial, incrementando la capacidad de comercialización de productos como tomate, pimiento, cítricos y tabaco, además de ganado vacuno y ovino. La integración al Ferrocarril General Urquiza permitió la implementación de servicios combinados de cargas y pasajeros de media y larga distancia, facilitando la conectividad con ciudades como Monte Caseros, Corrientes, y, mediante trasbordos, con la ciudad de Buenos Aires.
El auge de la estación también se reflejó en la vida cotidiana de la ciudad de Goya, ya que el ferrocarril no solo constituyó un factor dinamizador de la economía local, sino que contribuyó a la conformación de un entramado social y cultural en torno a la terminal y su entorno inmediato. Numerosos relatos y registros históricos dan cuenta de la importancia del ferrocarril en las festividades, actividades comerciales y el transporte de contingentes estudiantiles, deportivos y religiosos durante buena parte del siglo XX.

### Declive y cierre de servicios
Durante la década de 1980, el tramo Mantilla–Goya experimentó una significativa reducción en la demanda de pasajeros, sumada al deterioro de su infraestructura. En respuesta, el 4 de enero de 1990 se dictó el Decreto N.º 44/1990, que ordenó en el plazo de 30 días la racionalización de los servicios interurbanos del Ferrocarril General Urquiza (FCGU). Hasta ese momento operaban los trenes nº 6603 y 6604, unidades mixtas de carga y pasajeros que conectaban Mantilla con Goya, en coordinación con “El Correntino” (Buenos Aires–Corrientes).
Posteriormente, mediante el Decreto N.º 532/1992 del 27 de marzo de 1992, se ordenó el cierre definitivo de ramales ferroviarios considerados no rentables, incluido el tramo desde Goya hasta el puerto homónimo. El decreto establecía un plazo hasta el 30 de abril de 1992 para que la provincia manifestara su interés en concesionar estos ramales, lo cual no ocurrió, lo que precipitó la clausura definitiva del servicio.
El cese de operaciones provocó el abandono progresivo de las vías y del edificio de la estación, sin impacto positivo derivado de posibles concesiones provinciales o privadas. Desde la década del ’90, el ramal quedó desmantelado en gran parte, y la terminal ferroviaria entró en un prolongado estado de abandono.

### Recuperación patrimonial y Museo de la Estación
En mayo de 2010, el Municipio de Goya impulsó el acondicionamiento del edificio de la estación para transformarlo en espacio cultural. El 21–23 de mayo de ese año se inauguró oficialmente el Museo de la Ciudad, emplazado en las antiguas instalaciones ferroviarias. El acto contó con la presencia de autoridades municipales y provinciales, y fue destacado como “generador de divisas y reflejo histórico de una sociedad”.
El proyecto continuó avanzando, y el 1 de mayo de 2019 se reabrió formalmente el Museo de la Estación, en la misma ubicación (calle Estrada 328, barrio San Cayetano, zona norte de Goya). Este nuevo núcleo cultural integra actividades de conservación patrimonial, exhibiciones permanentes sobre la historia del tren local y propuestas vinculadas a la identidad regional.
Los trabajos de restauración se orientaron a preservar elementos originales —como rieles, durmientes, bancos y sectores de boletería— junto a la adaptación de nuevas áreas expositivas. La intervención del Estado municipal permitió también la recuperación del entorno urbano, convirtiendo al predio en un espacio de cultura y memoria colectiva.

### Situación actual y perspectivas
En la actualidad, el edificio de la estación se encuentra rehabilitado para uso cultural, mientras que la infraestructura ferroviaria —vía, apeaderos y muelle— persiste en desuso. Desde 2013, el ramal Mantilla–Goya permanece bajo la tutela de Trenes Argentinos Cargas, aunque sin actividad.
El predio de la exestación fue reconvertido parcialmente en la llamada “Estación de los Niños”, un espacio público con actividades recreativas que incluyen skate, juegos infantiles, y mejoras en accesibilidad urbana como pavimentación y entubamiento de calles circundantes.
En términos ferroviarios, la reactivación del ramal exige estudios técnicos, financieros y de factibilidad. A nivel nacional, la reestructuración del sistema ferroviario incluye planes de rescate de líneas regionales; sin embargo, no existen hasta el momento anuncios específicos respecto a la restitución del servicio entre Goya y Mantilla. En el corto y mediano plazo, el sitio funciona principalmente como patrimonio histórico y nodo de articulación cultural y recreativa local.

## Servicios
Se encuentra antecedida por el Apeadero Colonia Carolina, en dirección a Estación Mantilla.